# Fagatogo
Fagatogo – wieś położona jest na wyspie Tutuila nad zatoką Pago Pago.
W Fagatogo znajdują się nadbrzeża i doki, lecz głównym portem jest sąsiednie Pago Pago. 
Zgodnie z zapisami konstytucji Samoa Amerykańskiego jest siedzibą rządu – w miejscowości znajdują się zabudowania parlamentu, jednak budynki rządowe znajdują się w sąsiedniej miejscowości Utulei.